# Lydenburg
Mashishing (anteriormente Lydenburg) es una localidad sudafricana de la provincia de Mpumalanga.

## Geografía
Está ubicada al noreste de eMakhazeni (anteriormente, Belfast,) a una altitud de alrededor de unos 1493 m sobre el nivel del mar, junto al río Spekboom, que forma parte de la cuenca del río Olifants. Al este de la localidad se encuentra el Mauchberg, que con una altitud de unos 2660 m era el punto más alto del Transvaal.

## Historia
El nombre original del lugar, Lydenburg,  vendría a significar algo así como 'ciudad del sufrimiento'. Fue fundada en la década de 1840 por bóeres que dos años antes se habían establecido más al norte en Ohrigstad, que abandonaron debido a fiebres endémicas del lugar. Se convirtió inmediatamente en la capital de un distrito (del mismo nombre) que entonces abarcaba toda la parte oriental del Transvaal.
En 1856 los bóeres de Lydenburg proclamaron una república independiente, que, sin embargo, se incorporó a la República Sudafricana en 1860. El descubrimiento de oro cerca de la ciudad se produjo en 1869, y en 1873 se abrió el primer yacimiento aurífero exitoso en el Transvaal. No fue hasta 1910 que Lydenburg quedó conectada por tren con el resto del país. Las montañas Lulu, una estribación de los montes Drakensberg ubicada al noroeste de Lydenburg, fueron el bastión del jefe kaffir Sikukuni, cuyo conflicto con los bóeres en 1876 fue una de las causas que llevaron a la anexión del Transvaal por los británicos en 1877.
A comienzos del siglo XX, en 1904, tenía contabilizada una población de 1523 habitantes. En 2006 se renombró a Mashishing.